# Guerra de Sucessão da Polônia
A Guerra da Sucessão Polaca (1733–1738) foi um conflito que se estabeleceu entre a França, aliada da Espanha, e a Rússia. Com a morte de Augusto II, rei da Polônia, o imperador Carlos VI e a Rússia ameaçaram intervir pela força para garantir a eleição de Augusto III, enquanto Estanislau I era proclamado rei da Polónia pela dieta de Varsóvia. Augusto III, apoiado pela Rússia e pelo imperador, expulsou seu rival.
O apoio da candidatura saxônica na Polónia (1733) levou Carlos VI a declarar guerra à França, a Saboia e à Espanha. Intervindo, a França obteve as vitórias de Parma e Guastalla. Carlos, abandonado pelo poder marítimo, pelos seus aliados e apoiado tardiamente pela Rússia, acabou por ser derrotado. Fleury, partidário da paz, consentiu, pelo Tratado de Viena (1738), em reconhecer Augusto III como rei da Polônia. Estanislau recebeu como compensação os ducados de Lorena e de Bar.

## Antecedentes
Após a morte de Sigismundo II Augusto em 1572, o rei da Polônia foi eleito pela Szlachta, um órgão composto pela nobreza polonesa, em uma especialmente chamada eleição sejm. O poder real foi cada vez mais restringido pelo Sejm, corpo legislativo da Comunidade Polaco-Lituana. Por sua vez, o Sejm foi muitas vezes paralisado pelo liberum veto, o direito de qualquer membro de bloquear suas decisões. As nações vizinhas da Polônia influenciavam o Sejm e, no início do século XVIII, o sistema democrático estava em declínio.
Em 1697, Augusto II tornou-se rei, apoiado pela Áustria e pela Rússia. Deposto por Estanislau Leszczyński em 1705, Augusto II retornou quatro anos depois e Estanislau I fugiu para a França, onde sua filha Maria era consorte de Luís XV desde 1725. Augusto II falhou em uma tentativa de transferir pacificamente a coroa polonesa para seu filho, Augusto III, levando a uma disputa pelo trono após sua morte em 1733. No secreto Tratado das Três Águias Negras de 1732, Rússia, Áustria e Prússia concordaram em se opor à eleição de Estanislau ou Augusto III e apoiar Manuel de Bragança, Infante de Portugal.
A disputa coincidiu com o colapso da Aliança Anglo-Francesa, que dominava a cena política da Europa desde 1714. O Tratado de Utreque, que assegurava a separação dos tronos de França e a Espanha, colocou as duas coroas em lados opostos na Guerra da Quádrupla Aliança, travada de 1718 a 1720. Em 1726, quando o Cardeal André Hercule de Fleury se tornou ministro-chefe francês, buscou uma relação mais próxima com a Espanha através principalmente do nascimento de Luís, Delfim de França em 1729, que garantiria a permanência das duas linhas sucessórias distintas.
Fleury apoiou Estanislau I, na esperança de enfraquecer a Áustria e garantir o Ducado da Lorena, uma possessão estratégica ocupada pela França durante grande parte do século anterior. Esperava-se que o então Duque Francisco Estêvão se casasse com a herdeira do Imperador Carlos VI, Maria Teresa, aproximando interesses austríacos e franceses. Por outro lado, Filipe V de Espanha buscava recuperar territórios na Itália cedidos à Áustria em 1714, o que o levou a selar o Pacto de Família de 1733 com a França.

### Morte de Augusto II
Augusto II morreu em 1 de fevereiro de 1733. Durante a primavera e o verão de 1733, a França passou a concentrar forças ao longo de suas fronteiras norte e leste, enquanto o imperador concentrava tropas nas fronteiras polonesas, reduzindo guarnições no Ducado de Milão. Enquanto o já envelhecido príncipe Eugénio de Saboia havia recomendado ao imperador uma postura mais agressiva contra possíveis ações da França no vale do Reno e no norte da Itália, apenas medidas mínimas foram tomadas para melhorar as defesas imperiais no Reno.
O Marquês de Monti, embaixador da França em Varsóvia, convenceu as famílias rivais Potocki e Czartoryski a se unirem em torno de Stanislaus. Teodor Potocki, Primaz da Polônia e inter-rei após a morte de Augusto, convocou uma eleição sejm em março de 1733. Os delegados desta sejm aprovaram uma resolução proibindo a candidatura de estrangeiros ao trono; excluindo explicitamente tanto Emanuel de Bragança quanto Frederico Augusto II, filho de Augusto II e Eleitor da Saxônia.
Frederico Augusto negociou acordos com a Áustria e a Rússia em julho de 1733. Em troca do apoio russo, ele concordou em desistir de quaisquer reivindicações polonesas restantes à Livônia e prometeu à Ana da Rússia escolher o ocupante do Ducado da Curlândia, um feudo polonês ocupado pela própria Ana antes de sua ascensão ao trono russo. Ao imperador austríaco, Frederico Augusto prometeu o reconhecimento da Pragmática Sanção de 1713 para garantir a ascensão de Maria Teresa ao trono austríaco.
Em agosto, nobres poloneses se reuniram para o sejm eleitoral. Em 11 de agosto, 30.000 soldados russos sob o comando do marechal-de-campo Peter Lacy adentraram a Polônia em uma tentativa de influenciar a decisão do sejm. Em 4 de setembro, a França declarou abertamente seu apoio a Leszczyński, que foi eleito rei por um sejm de 12.000 delegados em 12 de setembro. Um grupo de nobres, liderado por magnatas lituanos, incluindo o duque Miguel Wiśniowiecki, atravessou o rio Vístula até Praga e a guarnição das tropas russas. Este grupo, de cerca de 3.000 homens, elegeu Frederico Augusto II como Rei da Polônia sob o nome régio de Augusto III em 5 de outubro. Apesar de este grupo ser uma minoria, a eleição foi reconhecida de imediato por Rússia e Áustria.
Em 10 de outubro, a França declarou guerra à Áustria e à Saxônia. Posteriormente, Luís XV foi apoiado por seu tio, Filipe V de Espanha, que tentava assegurar territórios na Itália para seus filhos com seu segundo casamento com Isabel Farnese. Especificamente, Filipe V esperava garantir Mântua para o filho mais velho, Carlos (que já era Duque de Parma e tinha a expectativa de ascender ao Grão-Ducado da Toscana), e os reinos de Nápoles e Sicília para o filho mais novo, Felipe. Os dois monarcas da Casa de Bourbon também se uniram a Carlos Emanuel de Saboia, que esperava obter os ducados austríacos de Milão e Mântua.